# Gymnelus gracilis
Gymnelus gracilis is een straalvinnige vissensoort uit de familie van de puitalen (Zoarcidae). De wetenschappelijke naam van de soort is voor het eerst geldig gepubliceerd in 2000 door Chernova.